# Phong Khâu
Phong Khâu (tiếng Trung: 封丘; bính âm: Fēngqiū) là một huyện thuộc địa cấp thị Tân Hương, tỉnh Hà Nam, Trung Quốc.

### Trấn
| - Thành Quan (城关镇) - Hoàng Lăng (黄陵镇) - Hoàng Đức (黄德镇) | - Ứng Cử (应举镇) - Trần Kiều (陈桥镇) - Triệu Cương (赵岗镇) |

### Hương
| - Thành Quan (城关乡) - Vương Thôn (王村乡) - Trần Cố (陈固乡) - Cư Sương (居厢乡) | - Lỗ Cương (鲁岗乡) - Kinh Long Cung (荆隆宫乡) - Lưu Quang (留光乡) - Tào Cương (曹岗乡) | - Phan Điếm (潘店乡) - Lý Trang (李庄乡) - Doãn Cương (尹岗乡) - Phùng Thôn (冯村乡) |

### Hương dân tộc
- Hương dân tộc Hồi-Kinh Hương (荆乡回族乡)